# Invasie van IJsland

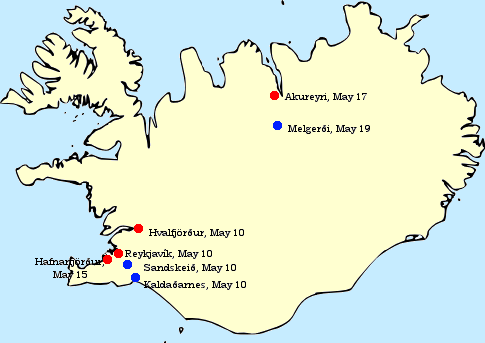
De oorspronkelijke Britse doelen waren vernietiging van alle landingsplaatsen (blauw) en belangrijkste havens (rood). Door transportproblemen duurde het ruim een week voordat troepen in het noorden van het land arriveerden.

De invasie van IJsland, codenaam Operatie Fork, was een militaire operatie van de Britse Royal Navy, de Royal Marines en een kleine Canadese Task Force tijdens de Tweede Wereldoorlog om IJsland te bezetten. Britten en Amerikanen bezetten het land voor de duur van de verdere oorlogsjaren.
Op 9 april 1940 capituleerde Denemarken aan Duitsland. De koning van Denemarken was door een personele unie op dat moment ook het staatshoofd van het Koninkrijk IJsland. De IJslandse regering weigerde de Britse zijde te kiezen in de oorlog. Wegens de strategische ligging van het eiland besloten de Britten het te bezetten.
De invasie begon in de vroege ochtend van 10 mei 1940 met de ontscheping van Britse troepen in Reykjavik, de hoofdstad van IJsland. Zonder weerstand te ondervinden schakelden de troepen al snel de communicatienetwerken uit, bezetten strategische locaties en arresteerden Duitse burgers. Naast het bezetten van de haven werd er een luchtverdedigingssysteem opgebouwd in Reykjavik. Door middel van het vorderen van lokale vervoermiddelen verplaatsten de troepen zich naar Hvalfjörður en Akureyri om een Duitse tegenaanval vanuit zee tegen te gaan, en naar Kaldaðarnes, Sandskeiði en Akranes om deze gebieden te beveiligen tegen de mogelijkheid van luchtlandingen. 
Op de avond van 10 mei protesteerde de regering van IJsland, aangevend dat de neutraliteit en onafhankelijkheid van IJsland waren geschonden, en dat compensatie werd verwacht voor geleden schade. De Britse regering beloofde compensatie, handelsovereenkomsten, niet-inmenging in IJslands zaken en de terugtrekking van alle troepen aan het einde van de oorlog. De IJslandse autoriteiten onderwierpen zich aan de situatie en de invasiemacht met de facto samenwerking, hoewel formeel een neutraal beleid werd gecontinueerd.
Het invasieleger bestond uit 746 mariniers, slecht uitgerust en slechts gedeeltelijk opgeleid. Hoewel het slaagde in haar missie, was het duidelijk onvoldoende om het eiland van 103.000 km² te verdedigen. Op 17 mei arriveerden 4000 soldaten van het Britse leger om de mariniers af te lossen. Deze bezettingsmacht werd vervolgens uitgebreid tot een uiteindelijk aantal van 25.000 man. Amerikaanse strijdkrachten losten de Britse een jaar later af op 8 juli 1941, hoewel dit land op dat moment nog niet officieel betrokken was bij de oorlog. Hierdoor konden de Britse troepen elders worden ingezet. De Amerikaanse troepen bleven er voor de gehele duur van de oorlog.